# جيمس صموئيل كولمان
جيمس صموئيل كوليمان (بالإنجليزية: James Samuel Coleman)‏ (12 مايو 1925 - 25 مارس 1995) هو عالم اجتماع أمريكي ومُنظّر وباحث تجريبي كان مكانه الرئيسي في جامعة شيكاغو. انتُخب ليكون رئيس الجمعية الأمريكية للعلوم الاجتماعية. درس علم اجتماع التعليم والسياسة العامة وكان من أوائل من استخدموا مصطلح «رأس المال الاجتماعي». أثر كتابه أسس النظرية الاجتماعية على النظرية الاجتماعية. كان كتاباه «مجتمع المراهقين» الصادر عام 1961 و«تقرير كوليمان» (تكافؤ الفرص الاجتماعية) الصادر عام 1966 من أكثر الكتب استشهادًا في علم اجتماع التعليم. حوّل كتابه المشهور تقرير كوليمان نظرية التعليم وأعاد تشكيل السياسات التعليمية الوطنية وأثر على الآراء العامة والأكاديمية حول دور المدارس في تحديد التكافؤ والإنتاجية في الولايات المتحدة.

## نشأته
أمضى جيمس، بصفته ابن جيمس وماورين كوليمان، بدايات طفولته في بيدفورد بولاية إنديانا ولكنه انتقل إلى لودفيل بولاية كنتاكي. بعد التخرج عام 1944، سجّل في مدرسة صغيرة في فيرجينيا ولكنه تركها ليلتحق بالبحرية خلال الحرب العالمية الثانية. حصل كوليمان على شهادة الهندسة الكيميائية من جامعة بوردوي عام 1949 وبدأ العمل في شركة إيستمان كوداك حتى عام 1952. أصبح مهتمًا بعلم الاجتماع وأكمل دراسته الجماعية في جامعة كولومبيا حتى التخرج عام 1955.

## المسيرة المهنية
اكتسب كوليمان شهرة من خلال دراستين حول حل المشاكل: «مقدمة إلى الرياضيات الاجتماعية» الصادر عام 1964 و«رياضيات الفعل الجمعي» الصادر عام 1973. درّس في جامعة ستانفورد وجامعة شيكاغو. انتقل عام 1959 إلى جامعة جونز هوبكينز حيث درّس هناك بصفته بروفيسور مساعد. أصبح عام 1965 منخرطًا في مشروع كاميلوت وهو مشروع أكاديمي يموله الجيش الأمريكي من خلال مكتب أبحاث العمليات الخاصة للتدرب على تقنيات مكافحة التمرد. أصبح بعد ذلك بروفيسورًا متفرغًا في العلاقات الاجتماعية حتى عام 1973 السنة التي عاد فيها إلى شيكاغو. عندما كان في شيكاغو انخرط في فرصة عمل بصفته بروفيسورًا في جامعة شيكاغو.
عند عودته أصبح البروفيسور ومدير الدراسات في معهد أبحاث الرأي الوطني. انتُخب كوليمان عام 1991 ليصبح الرئيس الثالث والثمانين للجمعية الأمريكية للعلوم الاجتماعية. سُمي كوليمان من بين مئة مثقف أمريكي بصفتهم الأكثر استشهادًا في الأعمال الأكاديمية في كتاب ريتشارد بوزنر المثقفون العامة: دراسة في الانحسار.
تأثر كوليمان ببول لازارسفيلد وجيمس بورنهام وأصبح مهتمًا بروبرت ميرتون. يرتبط كوليمان بدراسات المراهقة والأداء التعاوني والاختيار العقلاني. يتشارك كوليمان في الأفكار مع علماء الاجتماع بيتر بلاو ودانييل بيل وسيمور مارتن ليبست.

## إسهامات هامة

### تقرير كوليمان
يُستشهد بكوليمان على نطاق واسع في حقل علم اجتماع التعليم. في ستينيات القرن الماضي خلال تدريسه في جامعة جونز هوبكينز، فُوض كوليمان وعدة علماء آخرين من قبل المركز الوطني للإحصاءات التعليمية لكتابة تقرير عن التكافؤ التعليمي في الولايات المتحدة. كان التقرير أحد أكبر الدراسات في التاريخ إذ كان عدد الطلاب في العينة المدروسة 650 ألف طالب. كانت النتيجة ضخمة جدًا إذ احتوى التقرير على 700 صفحة. أثار تقرير عام 1966 والذي أتى بعنوان «تكافؤ الفرص التعليمية في الولايات المتحدة» النقاش عن أثر المدارس والذي ما يزال ذا صلة حتى يومنا هذا. يُقدَّم التقرير بين العامة كدليل على أن تمويل المدارس له تأثير صغير على إنجازات الطلاب وهو الكشف الأبرز في التقرير والأبحاث التي تلته. وُجد أنه بالنسبة للمنشآت البدنية والمناهج الرسمية وعوامل أخرى قابلة للقياس هناك فرق صغير بين مدارس السود والبيض، وأيضًا فجوة رئيسية في نتائج الإنجازات بين الأطفال السود والبيض موجودة أساسًا في المرحلة المدرسية الأولى. بصرف النظر عن الظروف المتشابهة لمدارس السود والبيض، فإن الفجوة تصبح أعمق في نهاية المرحلة الابتدائية. لعل المتغير الثابت الوحيد الذي يشرح الاختلاف في النتائج داخل كل مجموعة عرقية أو إثنية هو إنجازات الوالدين الاقتصادية والتعليمية، وعليه فإن خلفية الطلاب ووضعهم الاجتماعي الاقتصادي أهم في تحديد النتائج التعليمية لهم، وبشكل محدد، سلوك الآباء وموفري الرعاية في المنزل والأقران في المدرسة هو ما يوجه الطالب نحو التعليم. بالإضافة إلى أن الفرق في تكافؤ المدارس والمعلمين له أثر إيجابي صغير على نتائج الطالب. قاد التقرير إلى أبحاث موسعة أكثر، وتوصلت أبحاث أخرى إلى نتائج مماثلة.
انتقد إيريك هانوشيك التقرير لتركيزه على المنهجية الإحصائية وتقدير آثار العوامل المتعددة على الإنجاز، إذ نُحّي الانتباه عن مقارنات الإنجاز في تقرير كوليمان. اختبرت الدراسة طلابًا من كل أنحاء البلاد، وكان الاختلاف في الإنجازات تبعًا للعرق والمنطقة هائلًا. كان متوسط ما يُنجزه طالب أسود في المرحلة الثانية عشرة في قرى الجنوب يعادل ما يُنجزه طالب في المرحلة السابعة في مدارس المناطق الحضرية في الشمال الغربي. في الذكرى الخامسة عشرة لنشر التقرير، قيّم إيريك هانوشيك إغلاق الفجوة بين البيض والسود في ما يخص الإنجازات. وجد هانوشيك أن الاختلافات في الإنجاز قد تقلصت وبشكل كبير جرّاء التطوير في الجنوب على مدى النصف قرن الماضي. سيتطلب الأمر قرنين ونصفًا لغلق فجوة الإنجاز في الرياضيات.
نشر كوليمان عام 1975 بحثًا جديدًا فصّل فيه آثار نظام الحافلات المدرسي، وعمد إلى مقارنة الطلاب السود من الطبقة الدنيا بمدارس الطبقات العليا والتي يوجد فيها تكامل عرقي. بعد إنجازات إلغاء الفصل العنصري في المدارس، عمد الآباء البيض إلى نقل أولادهم من المدارس ذات التكامل العرقي بأعداد كبيرة. أُطلق على الرحيل الجماعي اسم الرحلة البيضاء. كتب كوليمان عام 1966 مقالًا يؤكد فيه أن الطلاب السود يستفيدون بشكل كبير من مدارس التكامل العرقي إذا وفقط إذا كان الطلاب المرافقين لهم بيضًا.
لم تُستقبل اكتشافات كوليمان بخصوص الرحلة البيضاء بحفاوة في بعض القطاعات وخصوصًا في الجمعية الأمريكية للعلوم الاجتماعية، وردًا على ذلك، بُذلت جهود لسحب عضويته، ولكن كوليمان بقي عضوًا في الجمعية وأصبح بعد ذلك رئيسها.

### رأس المال الاجتماعي
ناقش كوليمان في كتابه أساسات النظرية الاجتماعية عن نظريته حول رأس المال الاجتماعي وهو مجموعة المصادر في العلاقات العائلية وفي التنظيم الاجتماعي للمجتمع. اعتقد كوليمان أن رأس المال الاجتماعي مفيد للتطوير المعرفي أو الاجتماعي للطفل أو للشخص اليافع. ناقش ثلاثة أنماط لرأس المال: الإنساني والبدني والاجتماعي.
رأس المال البشري هو مهارات الشخص ومعرفته وخبرته التي تحدد قيمته في المجتمع. رأس المال البدني، كونه ملموسًا تمامًا وعمومًا سلعة خاصة، ينشأ من خلق أدوات لتسهيل الإنتاج. بالإضافة إلى رأس المال الاجتماعي، تُنشئ الأنماط الثلاثة للاستثمار الأوجه الرئيسية الثلاثة لتبادل رأس المال في المجتمع.
وفقًا لكوليمان، فإن رأس المال الإنساني ورأس المال الاجتماعي غالبًا ما يكونان مكملين لبعضهما. من خلال امتلاك مجموعة المهارات والخبرة والمعرفة، يمكن للفرد الحصول على وضع اجتماعي وعليه يستقبل المزيد من رأس المال الاجتماعي.
مع تبادل رأس المال تأتي نظريات كوليمان عن الالتزامات والتوقعات. يصف كوليمان وضع تقديم منفعة لشخص ما بأنه «قسائم ائتمان». إذا احتاج الفرد إلى منفعة، فهو يمنح شخصًا آخر قسيمة ائتمان، ما يدل على أنه ستُسدد مستحقاته مقابل سلعه و/ أو خدماته. ولكي يعتقد الفرد أن مصلحته ستُقابل بالمثل، يعتقد كوليمان أن هناك شرطان أساسيان. يجب أن يكون هناك مستوى من الثقة في بيئة اجتماعية حتى تكون قادرة على الاعتقاد بأن الالتزام سيوفى به. أيضًا، يحتاج الفرد أن يأخذ بعين الاعتبار مدى الالتزام.
على الرغم من أن رأس المال الاجتماعي له قيمة مستخدمة، فلا يمكن استبداله بسهولة. يستكشف كوليمان فكرة رأس المال النسبي. اعتقد أن قيمة رأس المال تعتمد حقًا على البيئة الاجتماعية والفرد. في هذه الحالة، ستتغير قيمة رأس المال البشري ورأس المال البدني أيضًا.
يستكشف كوليمان أيضًا فكرة أن رأس المال الاجتماعي أقل سهولة في الاستثمار من رأس المال البشري والبدني. عادةً ما يكون الاستثمار في رأس المال البدني قرارًا جيدًا ماليًا واقتصاديًا. الاستثمار في رأس المال البشري هو جعل المرء أكثر ذكاءً وخبرةً، وبالتأكيد فهو شيء إيجابي. عندما يتعلق الأمر برأس المال الاجتماعي، فإن حافز الاستثمار ليس دائمًا جذابًا بشكل شخصي.
وفقًا لكوليمان، عندما يستثمر الأفراد في رأس المال الاجتماعي، فإنهم لا يستثمرون بالضرورة في أنفسهم. يؤدي الاستثمار في رأس المال الاجتماعي إلى الاستثمار في الهيكل الاجتماعي، الذي يكمن فيه رأس المال، والذي بدوره يستفيد منه فقط الأفراد والسكان الذين يشكلون جزءًا من هذا الهيكل الاجتماعي الخاص.

## وصلات خارجية
- جيمس صموئيل كولمان على موقع الموسوعة البريطانية (الإنجليزية)
- جيمس صموئيل كولمان على موقع إن إن دي بي (الإنجليزية)